# Сиротин, Алексей Иванович
Алексей Иванович Сиротин (19 марта 1919, Ивановская область — 25 февраля 1945, Польша) — наводчик орудия 375-го Челябинского артиллерийского полка 181-й Сталинградской ордена Ленина Краснознамённой стрелковой дивизии 74-го стрелкового корпуса 6-й армии 1-го Украинского фронт, ефрейтор. Герой Советского Союза.

## Биография
Родился 19 марта 1919 года в деревне Гуменки ныне Юрьевецкого района Ивановской области в семье крестьянина. Русский. Член ВКП(б) с 1944 года. Образование начальное, учился в сельской школе села Елнать. Самостоятельно научился работать на тракторе, сдал экзамены на курсах Юрьевецкой МТС. Три года до призыва в армию работал в колхозе трактористом.
В 1939 году призван в Красную Армию и направлен в танковые войска. Участник Великой Отечественной войны с 1942 года. В 1942—1943 годах участвовал в Сталинградской битве в составе 10-й стрелковой дивизии войск НКВД СССР.
В одном из боёв на Украине танк, в котором механиком-водителем был Сиротин, был подожжён. Сам он с тяжёлыми ранениями попал в госпиталь. На фронт ефрейтор Сиротин вернулся уже в составе 375-го артиллерийского полка 181-й стрелковой дивизии наводчиком 76-мм орудия. Участвовал в боях за освобождение Белоруссии и Польши. Отличился 25 февраля 1945 года в бою в районе западнее населённого пункта Мария-Хофхен. В составе расчёта находился на передовой линии вместе с пехотой. Огнём в упор отражал контратаки вражеской пехоты. Оставшись один, раненый, продолжал вести огонь до последнего снаряда. Затем вёл огонь из автомата, пока не погиб. В этом бою Сиротин лично уничтожил четыре пулемётные точки и до шестидесяти солдат и офицеров противника.
Указом Президиума Верховного Совета СССР от 27 июня 1945 года за образцовое выполнение боевых заданий командования на фронте борьбы с немецко-фашистским захватчиками и проявленные при этом мужество и героизм ефрейтору Сиротину Алексею Ивановичу посмертно присвоено звание Героя Советского Союза.
Похоронен в городе Вроцлав. В селе Елнать Юрьевецкого района установлены обелиск, а на здании школы — мемориальная доска. Именем Героя была названа улица села. Награждён орденами Ленина, Славы 2-й и 3-й степени, медалями.
Мемориальная доска в память о Сиротине установлена Российским военно-историческим обществом на школе села Елнать, где он учился.